# آندرس هولمچ
آندرس هولمچ (به انگلیسی: Anders Holmertz) (زادهٔ ۱ دسامبر ۱۹۶۸) شناگر اهل سوئد است.